# McGregor (Minnesota)
Pour les articles homonymes, voir McGregor.
La ville de McGregor est située dans le comté d'Aitkin, dans l’État du Minnesota, aux États-Unis. Sa population s’élevait à 391 habitants lors du recensement de 2010, estimée à 366 habitants en 2018.

## Source
- (en) Cet article est partiellement ou en totalité issu de l’article de Wikipédia en anglais intitulé « McGregor, Minnesota » (voir la liste des auteurs).